# سایکوم میرابای چانو
سایکوم میرابای چانو (انگلیسی: Saikhom Mirabai Chanu؛ زادهٔ ۸ اوت ۱۹۹۴) وزنه‌بردار زن اهل هند است.
وی در مسابقات کشوری و بین‌المللی در مجموع برندهٔ ۲ مدال طلا، ۲ مدال نقره، ۱ مدال برنز شده‌است.